# NBA-Draft 1988
Der NBA-Draft 1988 fand am 28. Juni 1988 in New York City statt.
Der NBA Draft ist eine Veranstaltung der Basketballliga NBA, bei der die Teams der Liga die Rechte an verfügbaren Nachwuchsspielern erwerben können. Meistens kommen die gedrafteten Spieler direkt vom College, aber auch aus Ligen außerhalb Nordamerikas und früher auch von der Highschool.

## Runde 1
| Pick | Spieler               | Nationalität               | NBA-Team                                      | vorheriges Team/College |
| ---- | --------------------- | -------------------------- | --------------------------------------------- | ----------------------- |
| 1    | Danny Manning (PF)    | Vereinigte Staaten         | Los Angeles Clippers                          | Kansas                  |
| 2    | Rik Smits (C)         | Niederlande                | Indiana Pacers                                | Marist                  |
| 3    | Charles Smith (PF)    | Vereinigte Staaten         | Philadelphia 76ers                            | Pittsburgh              |
| 4    | Chris Morris (SF)     | Vereinigte Staaten         | New Jersey Nets                               | Auburn                  |
| 5    | Mitch Richmond (SG)   | Vereinigte Staaten         | Golden State Warriors                         | Kansas State            |
| 6    | Hersey Hawkins (SG)   | Vereinigte Staaten         | Los Angeles Clippers (von Sacramento)         | Bradley                 |
| 7    | Tim Perry             | Vereinigte Staaten         | Phoenix Suns                                  | Temple                  |
| 8    | Rex Chapman (SG)      | Vereinigte Staaten         | Charlotte Hornets                             | Kentucky                |
| 9    | Rony Seikaly (C)      | Libanon Vereinigte Staaten | Miami Heat                                    | Syracuse                |
| 10   | Willie Anderson (SG)  | Vereinigte Staaten         | San Antonio Spurs                             | Georgia                 |
| 11   | Will Perdue (C)       | Vereinigte Staaten         | Chicago Bulls (von New York)                  | Vanderbilt              |
| 12   | Harvey Grant (PF)     | Vereinigte Staaten         | Washington Bullets                            | Oklahoma                |
| 13   | Jeff Grayer (PG)      | Vereinigte Staaten         | Milwaukee Bucks                               | Iowa State              |
| 14   | Dan Majerle (SF)      | Vereinigte Staaten         | Phoenix Suns (von Cleveland)                  | Central Michigan        |
| 15   | Gary Grant (PG)       | Vereinigte Staaten         | Seattle SuperSonics                           | Michigan                |
| 16   | Derrick Chievous (SG) | Vereinigte Staaten         | Houston Rockets                               | Missouri                |
| 17   | Eric Leckner (C)      | Vereinigte Staaten         | Utah Jazz                                     | Wyoming                 |
| 18   | Ricky Berry           | Vereinigte Staaten         | Sacramento Kings                              | San Jose State          |
| 19   | Rod Strickland (PG)   | Vereinigte Staaten         | New York Knicks (von Chicago)                 | DePaul                  |
| 20   | Kevin Edwards (SG)    | Vereinigte Staaten         | Miami Heat (von Dallas)                       | DePaul                  |
| 21   | Mark Bryant (PF)      | Vereinigte Staaten         | Portland Trail Blazers                        | Seton Hall              |
| 22   | Randolph Keys         | Vereinigte Staaten         | Cleveland Cavaliers (von Detroit via Phoenix) | Southern Miss           |
| 23   | Jerome Lane (PF)      | Vereinigte Staaten         | Denver Nuggets                                | Pittsburgh              |
| 24   | Brian Shaw (SG)       | Vereinigte Staaten         | Boston Celtics                                | UC Santa Barbara        |
| 25   | David Rivers (PG)     | Vereinigte Staaten         | Los Angeles Lakers                            | Notre Dame              |

## Runde 2
| Pick | Spieler                   | Nationalität            | NBA-Team               | vorheriges Team/College |
| ---- | ------------------------- | ----------------------- | ---------------------- | ----------------------- |
| 26   | Rolando Ferreira (C)      | Brasilien               | Portland Trail Blazers | Houston                 |
| 27   | Shelton Jones (F)         | Vereinigte Staaten      | San Antonio Spurs      | St. John’s              |
| 28   | Andrew Lang (C)           | Vereinigte Staaten      | Phoenix Suns           | Arkansas                |
| 29   | Vinny Del Negro (SG)      | Vereinigte Staaten      | Sacramento Kings       | North Carolina State    |
| 30   | Fennis Dembo (PF)         | Vereinigte Staaten      | Detroit Pistons        | Wyoming                 |
| 31   | Everette Stephens (G)     | Vereinigte Staaten      | Philadelphia 76ers     | Purdue                  |
| 32   | Charles Shackleford (F/C) | Vereinigte Staaten      | New Jersey Nets        | North Carolina State    |
| 33   | Grant Long (F)            | Vereinigte Staaten      | Miami Heat             | Eastern Michigan        |
| 34   | Tom Tolbert (F/C)         | Vereinigte Staaten      | Charlotte Hornets      | Arizona                 |
| 35   | Sylvester Gray (F)        | Vereinigte Staaten      | Miami Heat             | Memphis State           |
| 36   | Ledell Eackles (G/F)      | Vereinigte Staaten      | Washington Bullets     | New Orleans             |
| 37   | Greg Butler (C)           | Vereinigte Staaten      | New York Knicks        | Stanford                |
| 38   | Dean Garrett (C)          | Vereinigte Staaten      | Phoenix Suns           | Indiana                 |
| 39   | Tito Horford (C)          | Dominikanische Republik | Milwaukee Bucks        | Miami (FL)              |
| 40   | Orlando Graham (F)        | Vereinigte Staaten      | Miami Heat             | Auburn-Montgomery       |
| 41   | Keith Smart (G)           | Vereinigte Staaten      | Golden State Warriors  | Indiana                 |
| 42   | Jeff Moe (SG)             | Vereinigte Staaten      | Utah Jazz              | Iowa                    |
| 43   | Todd Mitchell (F)         | Vereinigte Staaten      | Denver Nuggets         | Purdue                  |
| 44   | Anthony Taylor (G)        | Vereinigte Staaten      | Atlanta Hawks          | Oregon                  |
| 45   | Tom Garrick (G)           | Vereinigte Staaten      | Los Angeles Clippers   | Rhode Island            |
| 46   | Morlon Wiley (G)          | Vereinigte Staaten      | Dallas Mavericks       | Long Beach State        |
| 47   | Vernon Maxwell (SG)       | Vereinigte Staaten      | Denver Nuggets         | Florida                 |
| 48   | Micheal Williams (G)      | Vereinigte Staaten      | Detroit Pistons        | Baylor                  |
| 49   | José Vargas (C/PF)        | Dominikanische Republik | Dallas Mavericks       | LSU                     |
| 50   | Steve Kerr (PG)           | Vereinigte Staaten      | Phoenix Suns           | Arizona                 |

## Runde 3
| Pick | Spieler                  | Nationalität       | NBA Team               | vorheriges Team/College                     |
| ---- | ------------------------ | ------------------ | ---------------------- | ------------------------------------------- |
| 51   | Rob Lock (F)             | Vereinigte Staaten | Los Angeles Clippers   | Kentucky                                    |
| 52   | Derrick Hamilton (SF)    | Vereinigte Staaten | New Jersey Nets        | Southern Miss                               |
| 53   | Anthony Mason (SF/PF)    | Vereinigte Staaten | Portland Trail Blazers | Tennessee State                             |
| 54   | Jorge González (C)       | Argentinien        | Atlanta Hawks          | Sport Club de Cañada de Gómez (Argentinien) |
| 55   | Rodney Johns (PG)        | Vereinigte Staaten | Phoenix Suns           | Grand Canyon                                |
| 56   | Barry Sumpter (F/C)      | Vereinigte Staaten | San Antonio Spurs      | Austin Peay                                 |
| 57   | Hernan Montenegro (PF/C) | Argentinien        | Philadelphia 76ers     | LSU                                         |
| 58   | Jeff Moore (PF)          | Vereinigte Staaten | Charlotte Hornets      | Auburn                                      |
| 59   | Simon deSouza (F)        | Vereinigte Staaten | New York Knicks        | BU                                          |
| 60   | Ed Davender (PG)         | Vereinigte Staaten | Washington Bullets     | Kentucky                                    |
| 61   | Herbert Crook (SF/SG)    | Vereinigte Staaten | Indiana Pacers         | Louisville                                  |
| 62   | Derrick Lewis (PF)       | Vereinigte Staaten | Chicago Bulls          | Maryland                                    |
| 63   | Mike Jones (PF)          | Vereinigte Staaten | Milwaukee Bucks        | Auburn                                      |
| 64   | Winston Bennett (F)      | Vereinigte Staaten | Cleveland Cavaliers    | Kentucky                                    |
| 65   | Corey Gaines (G)         | Vereinigte Staaten | Seattle SuperSonics    | Loyola Marymount                            |
| 66   | Dwight Boyd (SG)         | Vereinigte Staaten | Denver Nuggets         | Memphis State                               |
| 67   | Ricky Grace (G)          | Vereinigte Staaten | Utah Jazz              | Oklahoma                                    |
| 68   | Darryl Middleton (PF)    | Vereinigte Staaten | Atlanta Hawks          | Baylor                                      |
| 69   | Phil Stinnie (PF)        | Vereinigte Staaten | New York Knicks        | Virginia Commonwealth                       |
| 70   | Jerry Johnson (PG)       | Vereinigte Staaten | Dallas Mavericks       | Florida Southern                            |
| 71   | Craig Neal (G)           | Vereinigte Staaten | Portland Trail Blazers | Georgia Tech                                |
| 72   | Lee Johnson (PF)         | Vereinigte Staaten | Detroit Pistons        | Norfolk State                               |
| 73   | Michael Anderson (G)     | Vereinigte Staaten | Indiana Pacers         | Drexel                                      |
| 74   | Gerald Paddio (F/G)      | Vereinigte Staaten | Dallas Mavericks       | UNLV                                        |
| 75   | Archie Marshall (SF)     | Vereinigte Staaten | San Antonio Spurs      | Kansas                                      |

## Ungedraftete Spieler
- Avery Johnson (PG), Southern
- John Starks (SG), Oklahoma State
- Tim Legler (SG), LaSalle